# Życie Warszawy
Życie Warszawy – dziennik ukazujący się w Warszawie od 15 października 1944 do 17 grudnia 2011.

## Historia

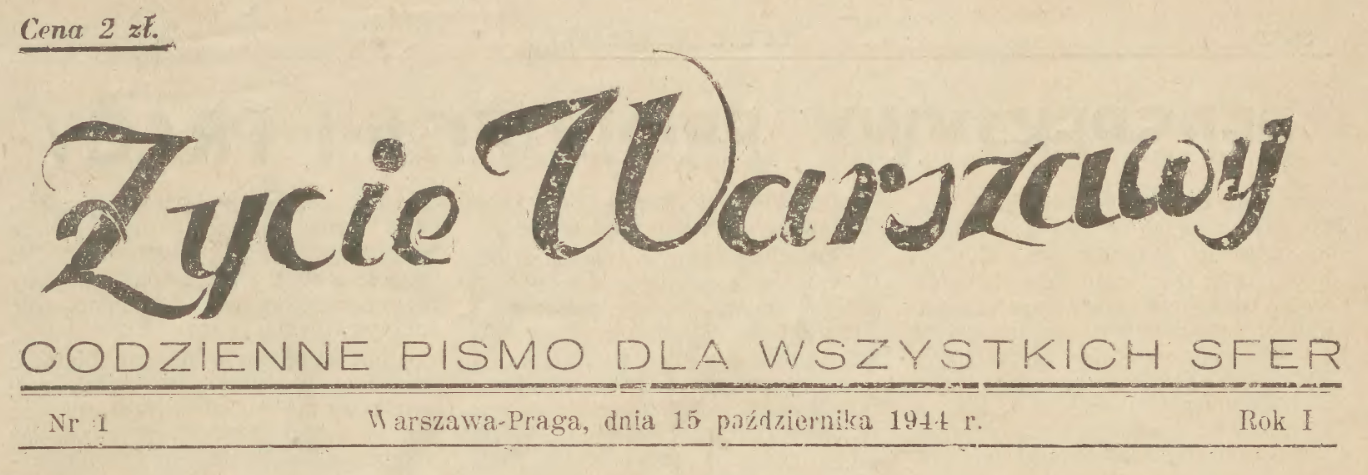
Winieta tytułowa pierwszego numeru

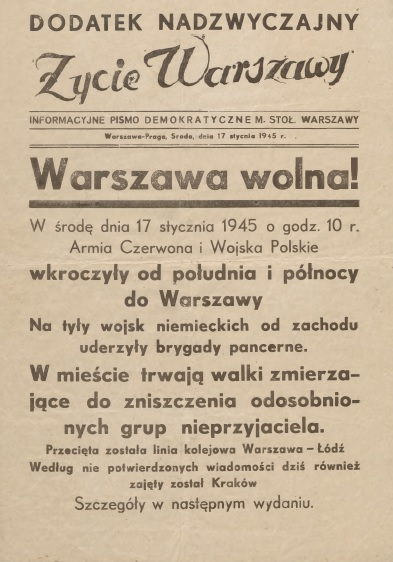
Dodatek nadzwyczajny Życia Warszawy: wyzwolenie Warszawy 17 stycznia 1945

Gazeta powstała, według jednych źródeł – z inicjatywy Polskiej Partii Robotniczej, zaś według innych – z inicjatywy Mariana Spychalskiego, pierwszego powojennego prezydenta Warszawy. „Życie Warszawy” było, obok „Trybuny Ludu”, jednym z opiniotwórczych dzienników w PRL. Nazwa gazety miała informować Polskę i świat, że Warszawa żyje. 
Siedziba redakcji mieściła się w dwupokojowym mieszkaniu przy ul. Łochowskiej 37. Pierwszy numer gazety w niewielkim nakładzie (1,5 tys., według innego źródła 3 tys. egz.) ukazał się 15 października 1944. „Życie Warszawy” drukowano w drukarni znajdującej się w budynku zakładu wychowawczego braci albertynów przy ul. Grochowskiej 194. Miał objętość czterech stron. Po wyczerpaniu się niewielkiego zapasu papieru, gazetę drukowano na papierze pakowym z zakładów Wedla. W budynku drukarni nie było szyb, elektryczności i wody. Ręczny skład gazety o formacie 34 x 24 cm zajmował 11 godzin. Z powodu braku elektryczności pierwszy numer wydrukowano na maszynie pedałowej o napędzie nożnym. Drukarnia pracowała pod ostrzałem artyleryjskim. Wiosną 1945 druk przeniesiono do Domu Prasy przy ul. Marszałkowskiej 3/5.
W sprawozdawczości wykazywano wychodzenie dziennika od 17 stycznia 1945, od dnia wejścia do miasta wojsk ZSRR. W 1946 r. zaczął wychodzić dodatek popołudniowy „Życie Warszawy. Wieczór”, przekształcony od 14. numeru w oddzielne pismo „Wieczór Warszawy”.
W pierwszych latach wydawcą gazety była Spółdzielnia Wydawniczo-Oświatowa „Czytelnik”. Nakłady gazety wynosiły wówczas ok. 167 tys. egz. Po przekształceniu Czytelnika w wydawnictwo książkowe w 1951 r. dziennik „Życie Warszawy” był wydawany przez RSW „Prasa”.
W latach 1959–1980 pismo przyznawało najlepszym warszawskim budynkom tytuł Mistera Warszawy.
W czasie stanu wojennego edycja dziennika została zawieszona, wznowiona od 16 stycznia 1982. Od 1991 gazeta była wydawana przez spółkę Życie Press należącą do sardyńskiego biznesmena Nicola Grauso. Od 2000 r. wydawcą gazety Domem Prasowym kierował Michał Sołowow, kielecki biznesmen, wydawca lokalnej prasy: Echo Dnia i Słowo Ludu. Życie Warszawy było na początku lat 2000. jedynym dziennikiem nienależącym do dużej grupy medialnej.
Później dziennik należał do polskiego biznesmena Zbigniewa Jakubasa. W maju 2006 dyrektorem Domu Prasowego został Jacek Podsiadły.  W sierpniu 2007 została sprzedana przez spółkę Dom Prasowy Sp. z o.o. Presspublice – wydawcy m.in. „Rzeczpospolitej” i „Parkietu”.
W 2006 pismo miało zmienić formułę na dziennik opinii. W sierpniu 2007 gazeta przeszła kolejną zmianę szaty graficznej. Zrezygnowano z dodatku warszawskiego. Skoncentrowano się na wydarzeniach, przyjmując formę gazety popularnej – przypominającej miejską popołudniówkę. W sobotę 17 grudnia 2011 „Życie Warszawy” ukazało się ostatni raz jako samodzielna gazeta. Od tego dnia teksty dotyczące stolicy pojawiają się na łamach „Rzeczpospolitej” oraz w Internecie na portalu www.ZycieWarszawy.pl. Od poniedziałku 19 grudnia 2011 pod nazwą „Życie Warszawy” ukazuje się warszawski dodatek do dziennika „Rzeczpospolita”.

## Siedziba redakcji
Siedziba redakcji, w której przygotowano pierwszy numer gazety datowany na dzień 15 października 1944, mieściła się w kompleksie obiektów b. Dyrekcji Kolei Państwowych przy ul. Wileńskiej 2/4.
Do 1992 redakcja i drukarnia mieściły się w budynku Domu Prasy przy ul. Marszałkowskiej 3/5, potem redakcja przeniosła się do budynku SCENY (dawnego kina Klub) w al. Armii Ludowej, gdzie działała do 1999. Następnie przeniosła się do siedziby FOTON-u przy ul. Wolskiej 45, a potem – do budynku przy al. Jana Pawła II 80. Ostatnią siedzibą był biurowiec przy ul. Prostej 51 (wspólnie z redakcją „Rzeczpospolitej”).

## Wydawcy
- 1944-1947 – Spółdzielnia Dziennikarska,
- 1947-1951 – Spółdzielnia Wydawnicza „Czytelnik”,
- 1951-1991 – RSW Prasa-Książka-Ruch,
- 1991-2007 – Dom Prasowy Sp. z o.o.
- 2007-2011 – Presspublica Sp.z o.o.

## Dodatki
- 1946-1948 – „Wieczór”,
- 1949-1966 – „Dodatek Ilustrowany”,
- 1957-1958 – „Przygoda” Tygodniowy dodatek dla młodzieży,
- 1970-1981 – „Życie i Nowoczesność” (red. Stefan Bratkowski),
- 1972-1981 – „Życie Warszawy” (wersja niemiecka),
- 1987-2011 – „Historia i Życie”,
- 1988-1991 – „Kultura i Życie”,
- 1990-2011 – „Ex Libris”,
- 1994-2011 – „Femina”,
- 2002-2004 – „Stolica”,
- 2002-2005 – „Kulisy”,
- 2003-2011 – „Po Godzinach”.

## Mutacje regionalne i tygodniowe edycje regionalne

### Mutacje

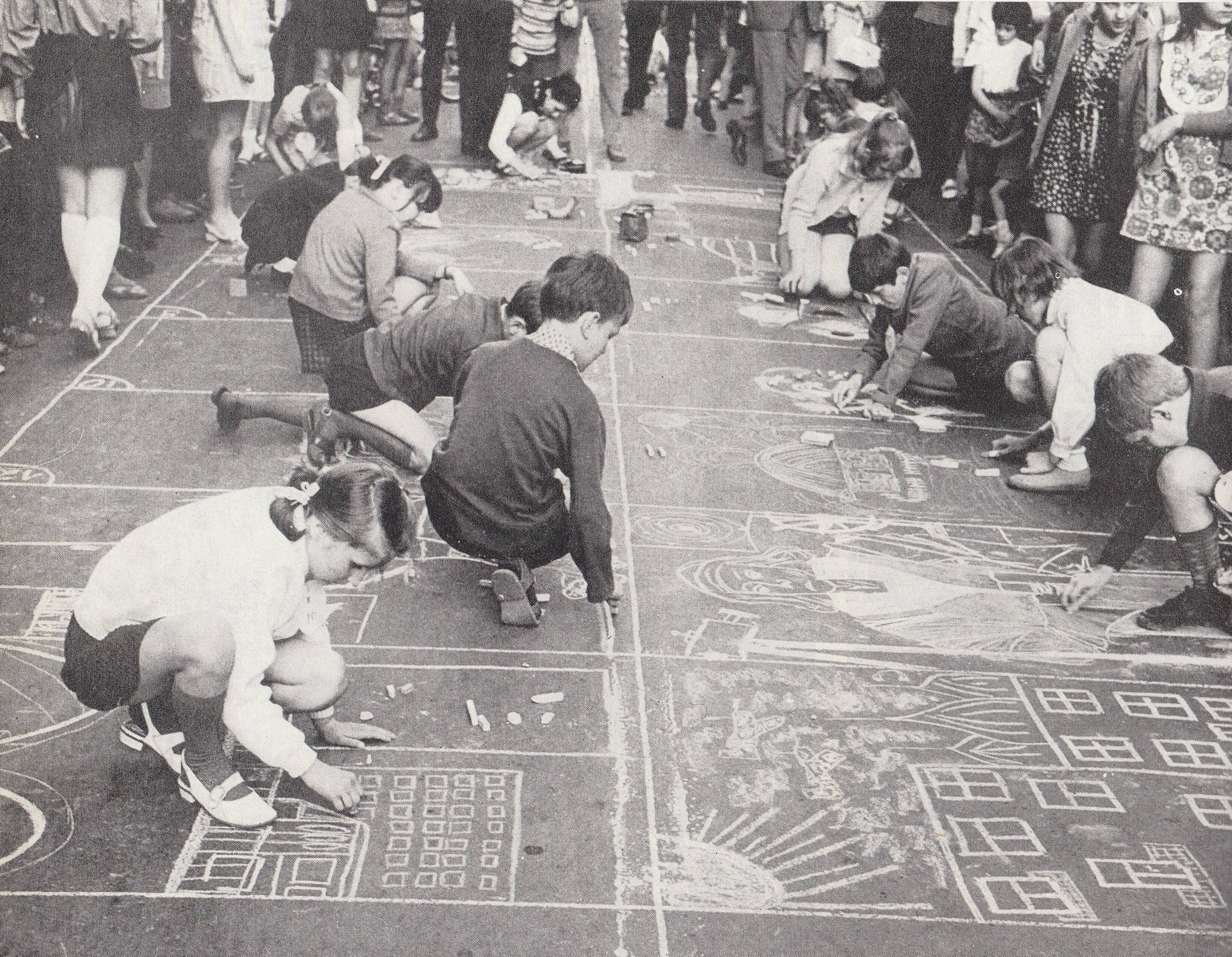
Konkurs rysunkowy dla dzieci zorganizowany przez „Życie Radomskie”

Do 1956 ukazywały się następujące mutacje: „Życie Olsztyńskie”, „Życie Lubelskie”, „Życie Białostockie”, „Życie Radomskie”, „Życie Podlasia”, „Życie Mazowieckie”, „Życie Piotrkowskie”, „Życie Warszawy – Okręg Podstołeczny”. Od czerwca 1947 do lutego 1997 mutacją „Życia Warszawy” było też „Życie Częstochowy”, później funkcjonujące jako samodzielny dziennik lokalny.

### Tygodniowe edycje regionalne
Do piątkowego „Życia Warszawy” dołączane były regionalne tygodniki, ukazujące się w 10 powiatach (nie wyodrębniając 3 powiatów grodzkich) województwa mazowieckiego oraz w powiecie łukowskim województwa lubelskiego (dawniej siedleckiego). Przedstawiały one tygodniowy przegląd lokalnych wydarzeń. Wydawane były następujące tygodniki:
- „Życie Gostynina”
- „Życie Płocka”
- „Życie Płońska”
- „Życie Radomskie”
- „Życie Siedleckie”

Do 25 maja 2007 ukazywał się tygodnik „Życie Otwocka”, natomiast do listopada 2007 „Życie Sierpca” (włączone potem do „Życia Płocka”). Inne to: „Życie Sokołowa”, „Życie Garwolina”, „Życie Łukowa”, „Życie Mińska”, „Życie Węgrowa” (włączone potem do „Życia Siedleckiego”).

## Redaktorzy naczelni
- 1944 – Bohdan Skąpski,
- 1944-1951 – Wiktor Borowski
- 1951-1971 – Henryk Korotyński
- 1957 – Stanisław Bańkowski[20]
- 1972-1973 – Ryszard Wojna
- 1973-1980 – Bohdan Roliński
- 1980-1981 – Jerzy Wójcik
- 1981-1986 – Zdzisław Morawski
- 1986-1989 – Leszek Gontarski
- 1989-1990 – Artur Howzan
- 1990-1993 – Kazimierz Wóycicki
- 1993-1996 – Tomasz Wołek
- 1996-1997 – Aleksander Chećko
- 1997 – Andrzej Urbański
- 1997-1998 – Andrzej Bober
- 1999-2003 – Marek Zagórski
- 2003-2004 – Urszula Surmacz-Imienińska
- 2004-2006 – Andrzej Załucki
- 2007 – Andrzej Andrysiak
- 2007-2011 – Tomasz Sobiecki